# Jonny Greenwood
Jonathan Richard Guy Greenwood (ur. 5 listopada 1971 w Oksfordzie) – brytyjski muzyk, gitarzysta zespołu Radiohead, kompozytor muzyki filmowej. Poza gitarą gra również na skrzypcach, banjo, perkusji, harmonijce organach i flecie prostym. Odpowiada także za elektroniczne brzmienia zespołu.
Stały autor muzyki do filmów Paula Thomasa Andersona. Współpracowali razem przy filmach: Aż poleje się krew (2007), Mistrz (2012), Wada ukryta (2014) i Nić widmo (2017). Pierwszy z nich przyniósł mu Srebrnego Niedźwiedzia za wybitne osiągnięcie artystyczne na 58. MFF w Berlinie oraz nominację do Nagrody Grammy. Za Nić widmo Greenwood był zaś nominowany do Oscara za najlepszą muzykę.
Napisał muzykę do filmu w reżyserii Jane Campion pt. Psie pazury (2021), za którą ponownie otrzymał  nominację do Oscara.
Magazyn Rolling Stone umieścił go na 60. miejscu na liście 100 najlepszych gitarzystów wszech czasów.
Jego starszy brat Colin Greenwood również należy do Radiohead.

## Instrumentarium
- Fender Telecaster Plus
- Fender Telecaster Standard
- Fender Starcaster
- A Gretsch G6119-1962HT Tennessee Rose HT.
- Gibson Les Paul HD.6X-Pro Digital
- Gibson ES-335
- Dean Markley Signature Series